# Paul Rhode (Politiker)
Paul Rhode (* 22. April 1877 in Höxter; † 4. Januar 1965 in Recklinghausen) war ein Lehrer und Politiker der SPD.

## Leben und Wirken
Rhode besuchte seit 1891 ein Lehrerseminar und legte 1897 die erste Lehrerprüfung ab. Anschließend arbeitete er als Lehrer später als Hauptlehrer in Ochtrup, Epe, Herten, Ibbenbüren, Rheine, Bocholt und zuletzt von 1910 bis 1933 in Recklinghausen. 
Er war seit 1918 Mitglied der SPD und für die Partei kommunal-, kultur- und schulpolitisch tätig. Unter anderem war Rhode von 1919 bis 1933 Gemeinde- und Amtsvertreter und von 1926 bis 1933 Stadtverordneter in Recklinghausen sowie ehrenamtlicher Stadtrat. Außerdem war er Vorsitzender der Arbeiterwohlfahrt für den Unterbezirk Recklinghausen.
Nach dem Beginn der nationalsozialistischen Herrschaft wurde Rhode aus politischen Gründen aus dem Schuldienst entlassen und verhaftet. Zunächst war er in Herford inhaftiert, später kam er ins Konzentrationslager Esterwegen und Lichtenberg-Prettin. Im Rahmen der Aktion Gitter wurde er 1944 erneut verhaftet. 
Nach 1945 war Rhode Vorsitzender des SPD-Unterbezirks Recklinghausen und Vorsitzender des Kulturausschusses der Partei. Im Jahr 1946 war er Mitglied des Provinzialrates Westfalen sowie 1946 und 1947 des ernannten Landtages von Nordrhein-Westfalen. In der ersten Wahlperiode war Rhode dann direkt gewählter Landtagsabgeordneter für den Wahlkreis Recklinghausen-Stadt.